# Leonurus sibiricus
Leonurus sibiricus L. es una especie de planta con flor perteneciente a la familia Lamiaceae. Es nativo del centro y sudoeste de Asia, incluyendo China, Mongolia y Rusia. Se ha naturalizado en muchas otras partes del mundo como en Norte y Centroamérica.

## Descripción
Leonurus sibiricus es una planta herbácea anual o bienal con tallos verticales que crecen hasta los 20-80 cm de altura. Las hojas se caen cuando las plantas comienzan a florecer. Los pecíolos de las hojas tienen hasta 2 cm de largo y las hojas son de forma oval. Las flores se producen en muchos verticilos alrededor de la mitad superior o más del tallo. Las flores son sésiles con cáliz tubular-campanulado de 8-9 mm de largo. La corola es de color blanco o rojizo a rojo-morado, el labio superior alargado más largo que el labio inferior. Florecen a partir de julio hasta finales de septiembre. Es de Siberia, Mongolia y norte de China y hoy día extendida por todo el mundo.

## Propiedades
- Esta planta tiene la historia de ser consumida por las naciones indígenas por sus propiedades eufóricas y sedantes.
- También usado como analgésico.
- Se ha usado para ser fumadas, siendo similar a la marihuana. Aunque la planta no contiene THC, tiene un componente similar.

## Sinónimo
- Leonurus artemisia auct. non Lour.[2]